# Drepanosticta arcuata
Drepanosticta arcuata – gatunek ważki z rodziny Platystictidae.